# 김재순 (대한제국 문신)
김재순(金在珣, ? ~ ?)은 조선 후기의 문신이자 대한제국의 문신, 정치인, 법관이었다. 대한제국 말기에 신궁봉경회와 신궁경의회 회장을 지낸 인물로, 본적은 경기도 과천군 군내면이다. 본관은 금산(金山)이다.
1871년 7월 취재로 관직에 올라 1900년 비서원승, 1904년 시종원 시종과 내장원경, 평리원 판사를 지낸 대한제국의 관료였다. 한일 합방 직전 사기혐의로 피소당하기도 했다. 1913년에는 독립의군부에 모금하기 위해 기금을 마련했다가 체포되기도 했다. 그러나 자신이 일본 정계에 끈을 갖고 있는 실력자였다고 사기를 친 것이 드러나기도 했다. 독립운동가 겸 언론인 서재필, 갑신정변 때 사형당한 서재창과는 사돈간으로, 이들의 생가 형 서재춘의 손자 서두원은 김재순의 사위였다.

## 생애

### 초기 활동
경기도 과천군 군내면에서 통훈대부 사헌부 감찰을 지낸 김기수(金箕壽)의 아들로 태어났다. 후에 1904년 12월 28일 그의 아버지 김기수는 그의 출세로 가선대부 내부협판에 추증되고, 할아버지 학생 김상팔(金相八)은 증 정3품 통정대부(通政大夫) 비서원승에 추증되었으며 증조부인 학생 김경옥(金景沃)은 증 정3품 통훈대부 장례원 좌장례가 추증되었다.
1871년(고종 8년) 7월 11일에 취재로 천거되어 규장각검서관에 올랐으나 신병으로 9일만에 사직하였다. 1878년 9월 10일 오위부사과 등을 역임했다. 그뒤 사부학당의 유생으로 있다가 1888년 2월 고종의 응제에서 우수한 성적을 거두어 바로 과거 시험에 응시할 자격이 부여되었다. 1895년 10월 21일 자인 현감(慈仁縣監)으로 부임하였다. 1898년 6품으로 재직 중 경효전의 신탑(神榻)을 개수하고 전폐(殿陛)를 수리하는데 감독관의 한 사람으로 참여하여 그해 10월 29일 아마 1필을 하사받았다.

### 대한제국기 활동
1900년 4월 정3품으로 승진하여 4월 10일 비서원승이 되었으나 4월 11일 사직하였다. 1904년 9월 5일 시종원 시종과 그해 11월 2일 평리원 판사를 역임하고 그해 12월 27일 내장원경(內藏院卿)에 임명되었다. 다시 평리원판사를 겸하다가 1905년 2월 27일 통신원 회판(通信院會辦)이 되고, 그해 4월 22일 통신원 총판이 사퇴하여 통신원 회판으로 서리총판사무(署理摠辦事務)를 겸임하였다. 1905년 개교보생회(開敎保生會)라는 단체의 회장을 맡으며 사회 단체에서 활동을 시작하였고, 그해 12월 30일 통신원 총판(通信院摠辦)에 임명되었다. 1906년 6월 7일 통신원 회판(會辦)직에서 퇴직한 것을 계기로 여러 친일 단체에서 주도적인 역할을 했다.
1908년 6월 경제연구회를 설립하였고, 1909년 7월에는 신궁봉경회를 재건해 회장이 되었다. 신궁봉경회의 재건 취지는 한국의 국조인 단군과 일본의 건국신인 아마테라스는 밀접한 관계에 있으므로 함께 제사를 지낼 수 있는 신궁을 건립해야 한다는 것이었다. 일본인들의 조종 하에 설립되어 순종의 장인인 윤택영이 총재에 취임하고 순종의 큰아버지인 완흥군 이재면은 부총재를 맡는 것으로 발표되었다.
그러나 김재순은 신궁봉경회에서 내분을 겪은 끝에 이 단체를 탈퇴했고 1909년 8월 신궁봉경회와 비슷한 취지를 담은 신토 숭상 단체인 신궁경의회를 창립해 회장을 맡았다. 흥선대원군의 적손인 이준용과 황실의 인척인 이재극을 끌어들인 이 단체는 1909년 11월 4일 안중근에게 살해당한 이토 히로부미 추도식을 열었으며, 1910년 4월부터 7월까지 동소문 밖의 북관묘를 철거하고 신궁을 설치하려고 시도했다. 이 무렵 김재순은 일본을 드나들며 황태자신궁 설치를 요구하는 운동을 벌이기도 했다.

### 한일 합방 전후
단군과 아마테라스가 형제간이라는 김재순의 일선동조론 주장은 당대에도 황당한 것이라는 평가를 받았으며, 1908년경부터는 일본을 왕래하며 자신이 내각 총리나 장관으로 입각할 것이라는 등의 헛소문을 퍼뜨리고 자금을 끌어들여 갚지 않는 등의 사기 행위로 물의를 일으켰다. 1910년(융희 4년) 9월 28일 한일 병합 조약 체결을 사흘 앞두고 유언비어를 퍼뜨렸다는 이유로 체포되었다.
한일 합방 이후에는 독립의군부에 가담하여 자금을 모았다가 1913년 8월 발송 직전 체포되었다. 1913년 8월에는 독립운동 조직인 독립의군부 사건과 관련하여 사기취재죄로 징역 2년을 언도받았다. 사건 관련자들은 자신이 일본 정계에 끈을 갖고 있는 실력자이며 한일 병합 이전부터 독립운동을 해왔다는 김재순의 말을 믿고 독립운동 자금을 내주었으나, 이는 모두 사기였다며 김재순에게 돈을 갈취당했고 주장하였다.

### 사후
1962년 독립유공자 서훈 심사 때 심사 당시 신궁봉경회와 일본 황태자 신궁 설치 운동에 가담한 사건, 독립의군부 자금 모집과 관련된 사기 사건으로 인해 독립의군부 사건의 다른 관련자들과는 달리 독립유공자로 인정받지 못했다.
신궁봉경회와 일본 황태자신궁 설치 운동에 가담한 일로 2006년 친일반민족행위진상규명위원회가 발표한 친일반민족행위 106인 명단과 2008년 민족문제연구소가 민족문제연구소의 친일인명사전 수록예정자 명단의 친일단체 부문에 포함되었다.

## 가족 관계
- 증조부 : 김경옥(金景沃)
  - 할아버지 : 김상팔(金相八)
    - 아버지 : 김기수(金箕壽)
    - 어머니 : ?
      - 부인 : 한산이씨
        - 장녀 : 금산김씨(1901년(?) ~ ?)
        - 사위 : 서두원(徐斗源, 1900년 9월 27일 ~ ?)
          - 외손자 : 서동규(徐東圭, 1914년 6월 9일 ~ ?)
          - 외손부 : 전주이씨(1914년 ~ ?)
            - 진외증손 : 서홍덕(徐弘德, 1948년 ~ )

          - 외손자 : 서동협(徐東鋏, 다른 이름은 동협(東協), 1917년 5월 25일 ~ ?)
          - 외손부 : 파평윤씨
- 장인 : 이유부(李裕溥, 본관은 한산, 통정대부 승정원좌승지에 추증됨)
- 사돈 : 서재춘(徐載春, 1859년 3월 4일 ~ 1888년 9월 5일) - 사위 서두원의 할아버지
- 사돈 : 은진송씨(1860년 ~ 1916년 2월 14일)
- 사돈 : 서영석(徐英錫, 1879년 2월 5일 ~ 1966년 2월 29일) - 사위 서두원의 아버지
- 사돈 : 연안이씨(延安李氏, 1879년 ~ ?)
  - 사돈 : 서재필(徐載弼, 1864년 1월 4일 ~ 1951년 1월 5일) - 사위 서두원의 종조부
  - 사돈 : 서재창(徐載昌, 1865년 ~ 1884년 12월 13일) - 사위 서두원의 종조부

## 같이 보기
- 신궁봉경회
- 신궁경의회
- 서재필
- 서재창
- 윤치호
- 김호규
- 김성근
- 이호성

## 참고 자료
- 친일반민족행위진상규명위원회 (2006년 12월). 〈김재순〉 (PDF). 《2006년도 조사보고서 II - 친일반민족행위결정이유서》. 서울. 881~897쪽쪽. 발간등록번호 11-1560010-0000002-10. [깨진 링크(과거 내용 찾기)]